# Guggenheim Abu Dhabi
Guggenheim Abu Dhabi là một bảo tàng được hoạch định, đặt tại Abu Dhabi, UAE. Vào ngày 8 tháng 7 năm 2006, thành phố Abu Dhabi, thủ đô của Các Tiểu vương quốc Ả Rập Thống nhất, tuyên bố đã ký một thỏa thuận với Quỹ Solomon R. Guggenheim ở New York để xây dựng Bảo tàng Guggenheim 30.000 mét vuông (320.000 sq ft) trên đảo Saadiyat . Sau khi hoàn thành, nó được hoạch định sẽ là viện bảo tàng Guggenheim lớn nhất. Kiến trúc sư Frank Gehry đang thiết kế tòa nhà. Công việc xây cất tại địa điểm bắt đầu vào năm 2011 nhưng đã sớm đình chỉ. Đến năm 2017, vẫn chưa thấy định ngày hoàn thành. Bộ sưu tập bảo tàng được hoạch định phản ánh nền văn hóa Hồi giáo và Trung Đông.
Bảo tàng là một phần của một tổ hợp nghệ thuật và văn hoá lớn hơn đang được xây dựng trên đảo Saadiyat nhằm để thu hút du khách quốc tế.

## Địa điểm
Bảo tàng sẽ được đặt trên đảo Saadiyat, ngay ngoài khơi của thành phố Abu Dhabi. Khu văn hoá của hòn đảo này sẽ là khu tập thể văn hoá đẳng cấp thế giới lớn nhất ở Abu Dhabi. Tòa nhà là một phần của một dự án khổng lồ để "tạo ra một không gian triển lãm nhằm biến thành phố sa mạc ngủ mê dọc theo Vịnh Ba Tư thành thủ đô nghệ thuật quốc tế và điểm đến du lịch". Ông Thomas Krens, cựu giám đốc Guggenheim chỉ ra rằng " Trung Đông là một trong những khu vực mới nổi quan trọng nhất thế giới về văn hoá đương đại ".
Các cơ sở hoạch định cho hòn đảo bao gồm: bảo tàng quốc gia Zayed, được thiết kế bởi công ty xây dựng Vương quốc Anh Foster and Partners dưới sự chỉ đạo của Lord Norman Foster; bảo tàng nghệ thuật Louvre Abu Dhabi do Jean Nouvel thiết kế (đã khánh thành ngày 8.11.2017); một trung tâm nghệ thuật biểu diễn được thiết kế bởi Zaha Hadid; một khuôn viên Đại học New York, một bảo tàng hàng hải với thiết kế của Tadao Ando và một số gian hàng nghệ thuật 

## Hợp đồng
Guggenheim tuyên bố trong năm 2008 rằng "Công ty Đầu tư và Phát triển Du lịch Abu Dhabi... sẽ sở hữu bảo tàng", trong khi "Guggenheim Foundation sẽ thiết lập và quản lý" chương trình của nó. William Mack, Chủ tịch Quỹ Solomon R. Guggenheim, nói: "Đó là một ý nghĩa quan trọng của tiền lệ lịch sử và với cam kết lâu dài đối với việc trao đổi văn hoá như là một cầu nối cho việc thông hiểu quốc tế rằng, Quỹ tham gia vào thỏa thuận này để thiết lập một bảo tàng Guggenheim ở Abu Dhabi ".
Thái tử Abu Dhabi, Mohammed bin Zayed Al Nahyan, đã chỉ ra rằng "việc ký kết thể hiện quyết tâm của Chính phủ Abu Dhabi nhằm tạo ra một điểm đến văn hoá đẳng cấp thế giới cho người dân và du khách của mình.